# Rescat de la cova de Tham Luang
El rescat de la cova de Tham Luang és l'esforç que es va dur a terme per tal de rescatar un grup de 12 nens d'entre 11 i 16 anys d'un equip de futbol local que va quedar encallat, juntament amb el seu entrenador auxiliar de 25 anys, a Tham Luang Nang Non (en tailandès: ถ้ำ หลวง นาง นอน; "Gran cova de la dama adormida"), una cova a la província de Chiang Rai, el 23 de juny de 2018.
Les fortes pluges van inundar parcialment la cova durant la seva visita. Es va informar de la seva desaparició unes hores més tard, i les operacions de cerca van començar immediatament. Els esforços per localitzar-los van ser obstaculitzats per l'augment dels nivells d'aigua, i no es va poder establir contacte durant més d'una setmana. L'esforç de rescat es va estendre a una operació massiva, enmig d'una intensa cobertura mediàtica i interès públic.
Després de lluitar a través de passos estrets i aigües fangoses, bussos britànics van descobrir les persones desaparegudes, totes elles vives, a una roca elevada a uns 4 quilòmetres de la desembocadura de la cova, el 2 de juliol, més de nou dies després de la seva desaparició.
Més de 1.000 persones van participar en l'operació de rescat, inclosa la Marina Tailandesa, així com voluntaris, equips i assistència tècnica de diversos països. Saman Gunan, un antic soldat de la Marina Tailandesa de 38 anys, va morir en intentar tornar després de lliurar subministraments d'aire a la cova el 5 de juliol; es va asfixiar i no se'l va poder reviure.
Els nens i l'entrenador van ser rescatats durant tres dies, i finalment el 10 de juliol van sortir els últims. A continuació van ser ingressats, després d'estar 17 dies atrapats a la cova, a l'hospital de Chiang Rai.

## Esdeveniment

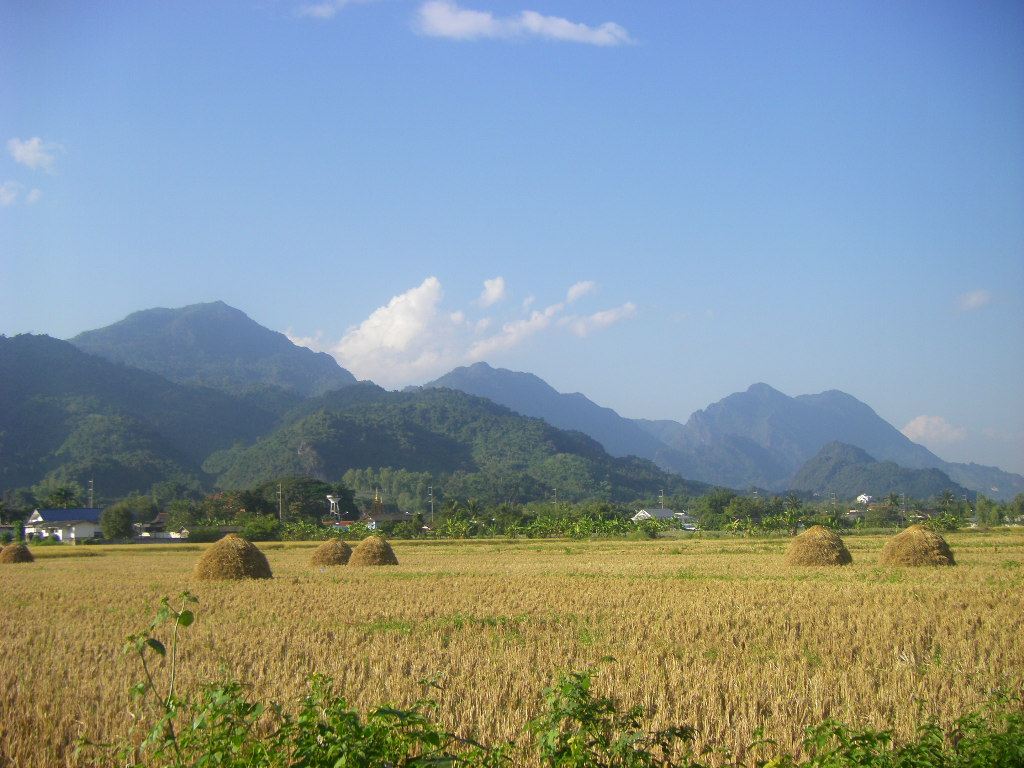
La serralada Doi Nang Non, sota de la qual es troba el complex de coves Tham Luang Nang Non (Tailàndia).

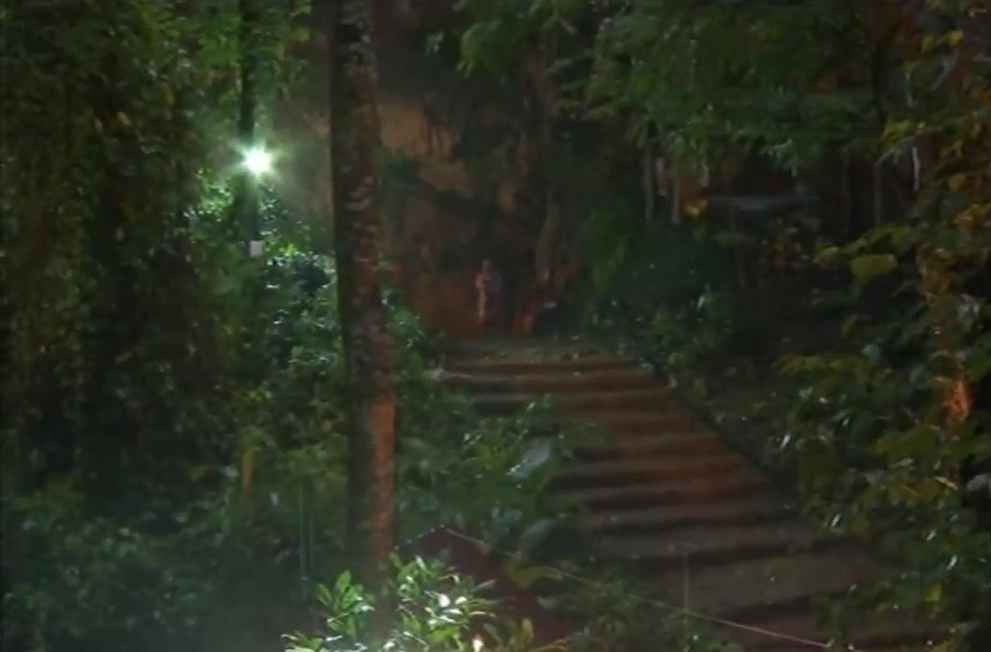
Entrada a la cova principal sota la pluja.

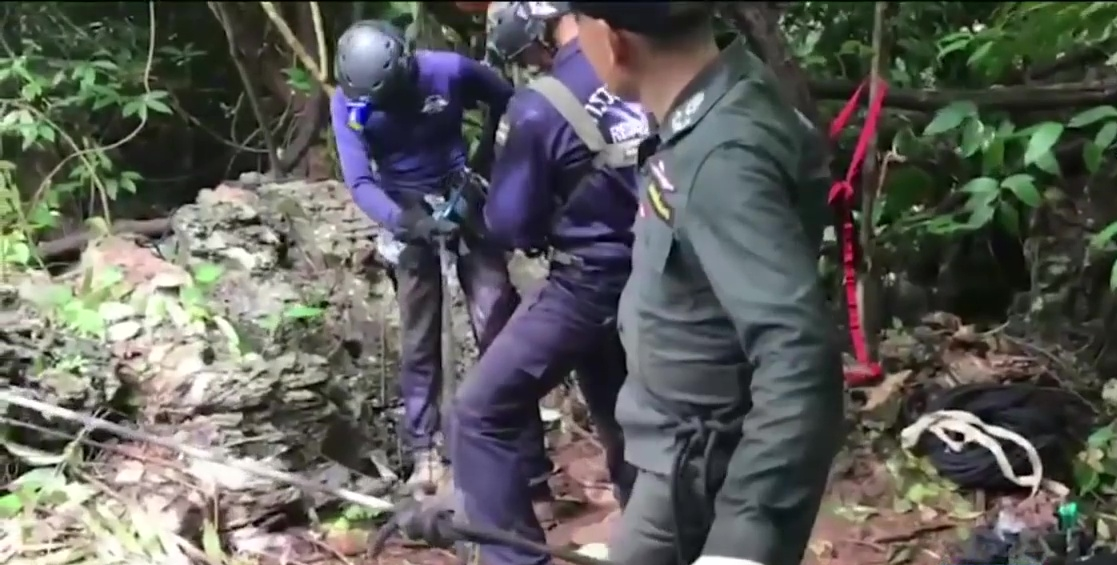
Rescatadors buscant rutes alternatives d'accés a la cova.

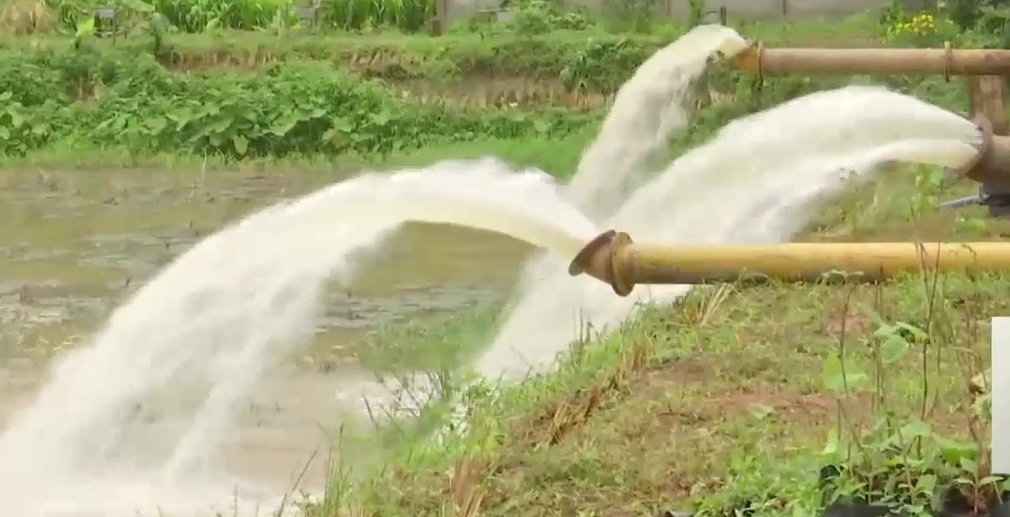
Bombes utilitzades per a drenar aigua de la cova i els seus llacs.

Tham Luang Nang Non és un complex de coves càrstiques per sota de Doi Nang Non, una serralada a la frontera entre Tailàndia i Birmània. El sistema té 10 quilòmetres de llarg i té molts racons profunds, passos estrets i túnels sinuosos que s'estenen per sota de centenars de metres d'estrats de pedra calcària. Com que part del sistema de coves s'inundada estacionalment, a l'entrada hi ha un senyal que aconsella no entrar-hi durant la temporada de pluges (juliol-novembre). Aparentment, el grup va quedar encallat en els túnels foscos per un flux sobtat i continu després que entressin a la cova. Un guardabosc va alertar a les autoritats sobre els nois desapareguts després de veure les seves pertinences a l'entrada de la cova.
Els bussos militars van buscar la cova: un d'ells va dir que l'aigua era tan tèrbola que, fins i tot amb llums, no podien veure on anaven per sota l'aigua. A causa de la pluja contínua, que va inundar encara més l'entrada de la cova, la recerca va haver de ser interrompuda periòdicament. Després de quatre dies, a aquests militars se'ls va unir un grup de 30 britànics i estatunidencs experts en rescat de coves.
Els 12 nois i l'entrenador van ser localitzats per Richard Stanton i John Volanthen el 2 de juliol de 2018, uns 400 metres més enllà de la cambra "Platja de Pattaya". Volanthen estava posant guies a la cova per assistir posteriorment a altres en la navegació; es va quedar sense fil, cosa que el va portar a nedar a la superfície, on va trobar el grup desaparegut. La plataforma on eren és a uns 4 quilòmetres de la boca de la cova.
L'endemà set bussos, incloent-hi personal mèdic i sanitari, es van unir al grup dins de les coves. Els funcionaris tailandesos van dir als periodistes que els rescatadors van proporcionar controls i tractaments mèdics i van mantenir els nois entretinguts, afegint que cap de les persones atrapades es trobava en estat greu. "S'han alimentat amb un aliment fàcil de digerir i altament energètic amb vitamines i minerals, sota la supervisió d'un metge". Es creu que molts del grup no saben nedar, cosa que complica un rescat ja de per si difícil.
Les operacions de rescat van lluitar contra l'augment dels nivells de l'aigua, i els dirigents han dit que els que estan atrapats pot ser que hagin o bé haver d'aprendre a submergir-se o bé haver d'esperar mesos perquè les aigües tornin a disminuir; normalment, el sistema de coves s'inunda en la temporada de pluges, que dura fins a setembre o octubre. Els sondejos van mostrar passatges inundats en una porció de la cova que penetra molt endins de la muntanya. El punt on es troben els nois és d'uns 3,75 quilòmetres des de l'entrada i 800-1000 metres per sota el cim de la muntanya. El recorregut té diverses seccions inundades i algunes parts extremadament estretes, i parts que poden tenir forts corrents i visibilitat zero. El recorregut a la cova és de sis hores (contra el corrent) i cinc hores fora de la cova (en línia amb el corrent), fins i tot per a bussos experimentats, i el pànic durant el trajecte podria resultar mortal. Els equips busquen entrades alternatives al sistema de coves que podrien permetre una ruta d'escapament més fàcil. S'estan fent perforacions com a part dels intents per ajudar a drenar l'aigua, i també s'ha considerat un mitjà per a obrir una via viable d'escapament, si bé encara no s'ha trobat cap ubicació adequada.
Es van instal·lar ràpidament sistemes per a bombar aigua fora de les coves i per a desviar els fluxes d'aigua que hi estaven entrant. En combinació amb el temps inusualment sec per a l'època de l'any, aquests esforços van reduir els nivells d'aigua a la cova a 1,5 centímetres per hora el 5 de juliol, permetent els equips de rescat caminar 1,5 quilòmetres cova endins. No obstant això, s'esperaven fortes pluges el 8 de juliol, cosa que podria havern aturat o revertir aquest procés i fins i tot amenaçar amb inundar la posició on l'equip estava atrapat.
El 6 de juliol el nivell d'oxigen a la cova va baixar bruscament, provocant el temor que els nois atrapats poguessin desenvolupar hipoxèmia si romanien a la cova durant un prolongat període; aquell mateix dia, però, es va instal·lar una línia de subministrament d'aire a la cambra. L'equip de rescat va veure que la situació s'havia complicat, ja que la falta d'oxigen ha disparat l'alerta, i actualment l'opció de quedar-se dins la cova durant mesos es considera gairebé impossible; va quedar demostrat que el rescat immediat que pretenia que els nois sortissin bussejant tenia més riscos que no es pensava en un primer moment.
Aquell mateix dia Elon Musk, fundador de Tesla Motors, va anunciar via Twitter que un grup d'enginyers de les seves empreses Boring Co (dedicada a construir túnels per al seu projecte de transport ultraràpid subterrani) i SpaceX (centrada en el sector aeroespacial) anaven de camí a Tailàndia per ajudar en les tasques de rescat dels membres de l'equip de futbol juvenil atrapats a la cova.
Mentrestant, els socorristes van dur a terme una solució alternativa per a intentar rescatar-los, perforant el terreny des de dalt de la muntanya i fent un orifici vertical prou ample que els permeti arribar fins a la cavitat on són els menors. Així s'estalviarien fer-los bussejar pels quasi quatre quilòmetres de passadissos inundats, una opció molt arriscada. El 7 de juliol el governador de la província de Chiang Rai va explicar que, tot i haver fet més d'un centenar de forats perforant des del vessant de la muntanya, alguns de fins a 400 metres de profunditat, només havien pogut entrar a 18 forats però que encara no s'havia pogut arribar fins a la cova ni localitzar la seva posició.
Després d'estar 17 dies atrapats a la cova, el 10 de juliol van ser rescatats els últims 4 nens i l'entrenador. A continuació se'ls va posar en quarantena a l'hospital de Chiang Rai. En alguns trams dels quatre quilòmetres que els menors havien de recórrer per arribar a l'exterior tenien una profunditat de cinc metres d'aigua bruta sense visibilitat.